# 塩川寿平
塩川 寿平（しおかわ じゅへい、1938年- ）は、日本の幼児教育学者・評論家。大地教育研究所所長。

## 人物・来歴
満洲国奉天市生まれ。母は「大地保育」を掲げ、野中保育園を創設した塩川豊子（1915-99）、兄は放送作家の塩川寿一（1933-　）。1946年、一家で静岡県富士宮市に引き揚げ、1953年、両親が野中保育園を開園したため塩川も保育を手伝う。日本社会事業大学卒業、明治学院大学大学院（社会学修士）修了。1974年5月、倉橋惣三賞を受賞。静岡県立厚生保育専門学校（静岡県立大学短期大学部）、淑徳大学社会福祉学部助教授、共栄学園短期大学教授、静岡県立大学短期大学部教授、東横学園女子短期大学保育学科特任教授などを務めた。

## 著書
- 『どろんこ保育』フレーベル館、2006年12月
- 『名のない遊び』フレーベル館、2006年4月
- 『大地保育環境論』フレーベル館、2007年7月

### 共編著
- 『幼児の教育全書 2  子どもを見る目』塩川寿平 [等]著 教育出版、1973
- 『知っておきたい育児のコツ 若いお父さん、お母さんへ』久保田裕之、角替弘志共著、静岡新聞社、1975年
- 『児童文化』森重敏、星美智子共著、同文書院、1977年3年
- 『保育実践講座 第3巻 子どもを伸ばす保育環境』森上史朗共編著、第一法規出版、1978年3月
- 『文字と数は教えるべきか 討論幼児教育』横地清、多湖輝、中沢和子、塚越恒爾共著、日本放送出版協会、1978年4月
- 『望ましい経験や活動シリーズ 11 遊具・用具・材料を生かした活動』森上史朗共編集、チャイルド本社、1980年2月
- 『コーナーのないコーナーの保育』(いきいき保育術) 京極寿満子共編著、塩川寿々子（写真）、フレーベル館、1987年11月
- 『子どもと親が行きたくなる園 優れた保育実践に学ぶ』（あんしん子育てすこやか保育ライブラリー）寺田信太郎、深野静子、塩川寿一、落合秀子、山口学世共著、佐々木正美監修、すばる舎、2010年10月

## 論文
- ＜塩川寿平